# Società Polisportiva Ars et Labor 1996-1997
Questa pagina raccoglie le informazioni riguardanti la Società Polisportiva Ars et Labor nelle competizioni ufficiali della stagione 1996-1997.

## Stagione
Dopo la mancata promozione in Serie B, nella stagione 1996-1997 il presidente Giovanni Donigaglia delega la presidenza all'avvocato Vanni Guzzinati, mantenendo però la proprietà della società. Vengono stretti i cordoni della borsa, partono i giocatori migliori e i nuovi acquisti non si rivelano all'altezza del blasone della SPAL. Sul campo la squadra è un battello alla deriva che naviga a lungo nelle zone paludose della bassa classifica. I ritocchi arrivati in corsa nel mercato invernale, uniti all'esonero di Salvatore Bianchetti sostituito da Alfredo Magni, non modificano la situazione. I biancazzurri chiudono il campionato al quindicesimo posto: non bastano i 16 gol del capocannoniere del girone Roberto Putelli a salvarli dai play-out. Dopo lo 0-0 dell'andata in casa dell'Alzano Virescit sembra fatta, invece la partita di ritorno porta a un'impronosticabile sconfitta interna per 1-2, condannando gli estensi alla C2. La SPAL cade al quarto livello calcistico, dopo una serie di stagioni sfortunate e deludenti. Nella Coppa Italia i biancoazzurri hanno superato l'Atalanta nel primo turno, mentre nel secondo turno sono stati eliminati dalla Reggiana. Nella Coppa Italia di Serie C avendo disputato la Coppa nazionale, entrano in scena nel terzo turno, ma vengono messi subito fuori dalla Pro Sesto.

## Rosa
| N. |                   | Ruolo | Calciatore            |
| -- | ----------------- | ----- | --------------------- |
|    | Italia (bandiera) | C     | Andrea Bianchi        |
|    | Italia (bandiera) | D     | Andrea Borsa          |
|    | Italia (bandiera) | P     | Oriano Boschin        |
|    | Italia (bandiera) | C     | Edoardo Braiati       |
|    | Italia (bandiera) | D     | Giovanni Bucaro       |
|    | Italia (bandiera) | C     | Loris Del Nevo        |
|    | Italia (bandiera) | D     | Giovanni Fasce        |
|    | Italia (bandiera) | A     | Fabrizio Fermanelli   |
|    | Italia (bandiera) | C     | Alessandro Ferronato  |
|    | Italia (bandiera) | D     | Giuseppe Fornaciari   |
|    | Italia (bandiera) | A     | Fabio Frazzica        |
|    | Italia (bandiera) | D     | Alessandro Furlanetto |
|    | Italia (bandiera) | A     | Salvatore Giorgio     |

| N. |                   | Ruolo | Calciatore          |
| -- | ----------------- | ----- | ------------------- |
|    | Italia (bandiera) | C     | Alfonso Greco       |
|    | Italia (bandiera) | A     | Mirco Gubellini     |
|    | Italia (bandiera) | C     | Marco Libassi       |
|    | Italia (bandiera) | D     | Vincenzo Pandullo   |
|    | Italia (bandiera) | D     | Yuri Pellegrini     |
|    | Italia (bandiera) | A     | Roberto Putelli     |
|    | Italia (bandiera) | A     | Giancarlo Romairone |
|    | Italia (bandiera) | D     | Dario Rossi         |
|    | Italia (bandiera) | C     | Eugenio Sgarbossa   |
|    | Italia (bandiera) | A     | Giovanni Sorce      |
|    | Italia (bandiera) | D     | Cristian Stellini   |
|    | Italia (bandiera) | C     | Andrea Sussi        |
|    | Italia (bandiera) | A     | Gabriele Zagati     |

## Risultati

### Serie C1 (girone A)

#### Girone di andata
| Ferrara 1º settembre 1996 1ª giornata | SPAL            | 0 – 0 | Fiorenzuola | Stadio Paolo Mazza\| Arbitro: \| Fausti (Milano) \| |
| Arbitro:                              | Fausti (Milano) |       |             |                                                     |

| Arbitro: | Castellani (Verona) |

|                                          |           |                         |
| M. Pellegrini 8’ Danesi 17’ Spinelli 45’ | Marcatori | 39’ (rig.), 90’ Putelli |

| Arbitro: | Sputore (Vasto) |

|                      |           |  |
| Putelli 4’ Sorce 90’ | Marcatori |  |

| Arbitro: | Rosetti (Torino) |

|            |           |  |
| Caputi 45’ | Marcatori |  |

| Como 29 settembre 1996 5ª giornata | Como               | 0 – 0 | SPAL | Stadio Giuseppe Sinigaglia\| Arbitro: \| Gregoroni (Napoli) \| |
| Arbitro:                           | Gregoroni (Napoli) |       |      |                                                                |

| Arbitro: | Cardella (Torre del Greco) |

|                    |           |  |
| Putelli 79’ (rig.) | Marcatori |  |

| Arbitro: | Cossero (Udine) |

|                              |           |                          |
| Masitto 37’, 57’ Paolino 90’ | Marcatori | 73’ Putelli 76’ Frazzica |

| Arbitro: | Saccani (Mantova) |

|             |           |  |
| Putelli 21’ | Marcatori |  |

| Arbitro: | Pirrone (Messina) |

|                                  |           |            |
| Zattarin 22’, 31’ Bertolotti 72’ | Marcatori | 9’ Libassi |

| Ferrara 10 novembre 1996 10ª giornata | SPAL           | 0 – 0 | Alzano Virescit | Stadio Paolo Mazza\| Arbitro: \| Borelli (Roma) \| |
| Arbitro:                              | Borelli (Roma) |       |                 |                                                    |

| Arbitro: | Manari (Teramo) |

|                         |           |  |
| Bellini 20’ Bertoni 36’ | Marcatori |  |

| Ferrara 1º dicembre 1996 12ª giornata | SPAL                 | 0 – 0 | Modena | Stadio Paolo Mazza\| Arbitro: \| Calabrese (Avezzano) \| |
| Arbitro:                              | Calabrese (Avezzano) |       |        |                                                          |

| Arbitro: | Ingenito (Nocera Inferiore) |

|                   |           |             |
| Osio 58’ Pini 62’ | Marcatori | 60’ Putelli |

| Arbitro: | Gabriele (Frosinone) |

|              |           |  |
| Gubellini 8’ | Marcatori |  |

| Arbitro: | Tullio (Avezzano) |

|              |           |  |
| F. Rossi 52’ | Marcatori |  |

| Arbitro: | Malatesta (Terni) |

|                           |           |                                          |
| Romairone 49’ Giorgio 65’ | Marcatori | 54’, 62’ Pasa 79’, 90’ Soncin 87’ Fiorio |

| Arbitro: | Urbano (Carbonia) |

|                |           |             |
| Battistini 87’ | Marcatori | 90’ Libassi |

#### Girone di ritorno
| Arbitro: | Sciamanna (Ascoli Piceno) |

|                                   |           |             |
| Rossi 52’ (aut.) Millesi 74’, 83’ | Marcatori | 60’ Putelli |

| Arbitro: | Cavuoti (Vasto) |

|                              |           |              |
| Fornaciari 47’ Gubellini 73’ | Marcatori | 71’ Giordano |

| Pistoia 2 febbraio 1997 20ª giornata | Pistoiese        | 0 – 0 | SPAL | Stadio Comunale\| Arbitro: \| Pizzini (Verona) \| |
| Arbitro:                             | Pizzini (Verona) |       |      |                                                   |

| Arbitro: | Paparesta (Bari) |

|  |           |                                                 |
|  | Marcatori | 34’, 90’ Arcadio 39’ (aut.) Pandullo 57’ Lapini |

| Arbitro: | Pascariello (Lecce) |

|             |           |                                |
| Giorgio 25’ | Marcatori | 50’, 74’ Cecconi 61’ Zambrotta |

| Arbitro: | Alban (Bassano del Grappa) |

|            |           |  |
| Albino 17’ | Marcatori |  |

| Arbitro: | Manari (Teramo) |

|                    |           |  |
| Putelli 43’ (rig.) | Marcatori |  |

| Arbitro: | Gregoroni (Napoli) |

|                                     |           |  |
| Matteazzi 21’ Marin 44’ Benfari 74’ | Marcatori |  |

| Arbitro: | Biasutto (Vicenza) |

|                           |           |              |
| Putelli 51’ Gubellini 60’ | Marcatori | 45’ Salamone |

| Arbitro: | Alario (Civitavecchia) |

|                  |           |                             |
| Milanese 8’, 69’ | Marcatori | 6’ Gubellini 90’ Furlanetto |

| Ferrara 6 aprile 1997 28ª giornata | SPAL                       | 0 – 0 | Alessandria | Stadio Paolo Mazza\| Arbitro: \| Cardella (Torre del Greco) \| |
| Arbitro:                           | Cardella (Torre del Greco) |       |             |                                                                |

| Arbitro: | Strocchia (Nola) |

|                   |           |             |
| Grabbi 73’ (rig.) | Marcatori | 32’ Putelli |

| Arbitro: | Acronzio (Teramo) |

|                  |           |                            |
| Putelli 41’, 90’ | Marcatori | 47’ (rig.) Zago 61’ Lugnan |

| Montevarchi 27 aprile 1997 31ª giornata | Montevarchi         | 0 – 0 | SPAL | Stadio Gastone Brilli-Peri\| Arbitro: \| Strazzera (Trapani) \| |
| Arbitro:                                | Strazzera (Trapani) |       |      |                                                                 |

| Arbitro: | Pirrone (Messina) |

|                         |           |                              |
| Putelli 12’ (rig.), 54’ | Marcatori | 9’ Cancellato 14’ Pietranera |

| Arbitro: | Sputore (Vasto) |

|                         |           |             |
| Fiorio 29’ E. Rossi 69’ | Marcatori | 89’ Putelli |

| Arbitro: | Calcagno (Nichelino) |

|  |           |             |
|  | Marcatori | 79’ Giraldi |

#### Play-out
| Alzano Lombardo 1º giugno 1997 Andata | Alzano Virescit            | 0 – 0 | SPAL | Stadio Carillo Pesenti Pigna\| Arbitro: \| Cardella (Torre del Greco) \| |
| Arbitro:                              | Cardella (Torre del Greco) |       |      |                                                                          |

| Arbitro: | Cossero (Udine) |

|             |           |                             |
| Putelli 81’ | Marcatori | 45’ Ferrari 83’ Sanfratello |

### Coppa Italia
| Arbitro: | Borriello (Mantova) |

|                     |           |             |
| Sorce 15’ Sussi 71’ | Marcatori | 55’ Inzaghi |

| Arbitro: | De Santis (Tivoli) |

|                              |           |                                             |
| Albieri 1’ F. Fermanelli 20’ | Marcatori | 31’, 35’, 90’ Tovalieri 64’ (rig.) Valencia |

### Coppa Italia di Serie C
| Arbitro: | Bianco (Mestre) |

|  |           |                                                     |
|  | Marcatori | 26’ Caliari 82’ Beltrame 84’ Beretta 90’ J. Colombo |

| Arbitro: | Ardito (Bari) |

|                        |           |                           |
| Di Nicola 70’ Nino 85’ | Marcatori | 7’, 16’ Putelli 64’ Sorce |